# Фирсова, Елена Олеговна
Еле́на Оле́говна Фи́рсова (род. 21 марта 1950, Ленинград) — советский композитор, с 1991 живёт в Англии.

## Биография
Родилась в семье учёных-физиков. Отец Олег Фирсов (1915—1998) был физиком-теоретиком, лауреатом Ленинской премии (1972). Начала сочинять музыку в возрасте 11 лет. Училась в музыкальной школе (1963—1966) и училище (1966—1970) в Москве. Окончила Московскую консерваторию в 1975 году. Среди её учителей Александр Пирумов, Юрий Холопов, Эдисон Денисов, Филипп Гершкович.
Член Союза композиторов СССР с 1976 года. В 1979 году на VI съезде композиторов в докладе Тихона Хренникова её музыка подверглась жёсткой критике, и Фирсова попала в так называемую «хренниковскую семёрку» — «чёрный список» 7 отечественных композиторов авангардного направления. Фирсова была замужем за композитором Дмитрием Смирновым, вместе с которым активно участвовала в организации Ассоциации Современной Музыки (АСМ). С 1991 года живёт в Англии.
Является автором более чем сотни сочинений практически во всех жанрах академической музыки. С 1993 по 1997 годы работала профессором композиции в Килском университете (Стаффордшир). С 1999 по 2001 годы преподавала композицию в Манчестере. Имела заказы от Би-Би-Си, Би-Би-Си промс, Немецкого Радио, Бродски-Квартета, ЭКСПО-2000, Концертгебау-оркестра (Амстердам) и других музыкальных организаций и фестивалей. Премьера её «Реквиема» на стихи Анны Ахматовой состоялась в Konzerthouse, в Берлине 6 сентября 2003 года. Её музыка публикуется издательствами «Ханс Сикорски» (Гамбург), «Бузи энд Хокс» (Лондон), «G. Schirmer Inc.» (Нью-Йорк) а также «Меладина-Пресс» (Сент Олбанс, Англия).
Фирсовой и Смирнову принадлежит перевод пятого тома романа Пруста «В поисках утраченного времени» — «Узница», а также опубликованные ими в интернете «Фрагменты о Денисове», документирующие советскую и постсоветскую музыкальную жизнь.
Дочь — пианист, дирижёр и композитор Алиса Фирсова.

## Избранные сочинения
- Пир во время чумы, опера на текст А. С. Пушкина (1973)
- Концерт № 1 для виолончели с оркестром (1973) → YouTube (1) → YouTube (2)
- Сонеты Петрарки (в переводе Осипа Мандельштама) для голоса и ансамбля (1976)
- Камерный концерт № 1 для флейты и струнных (1978) → YouTube
- Tristia, кантата для голоса и камерного оркестра на стихи Осипа Мандельштама (1979) → YouTube
- Misterioso (Струнный квартет № 3, 1980)
- Три стихотворения Осипа Мандельштама, для голоса и фортепиано (1980) → YouTube
- Камерный концерт № 2 для виолончели и камерного оркестра (Концерт № 2 для виолончели с камерным оркестром, 1978)
- Камень, кантата для голоса и симфонического оркестра (парный состав) на стихи Осипа Мандельштама (1983)
- Концерт № 2 для скрипки с оркестром (1983) → YouTube
- Земная жизнь, камерная кантата для сопрано и ансамбля на стихи Осипа Мандельштама (1984) → YouTube
- Камерный концерт № 3 для фортепиано и камерного оркестра (Фортепианный Концерт № 1, 1985)
- Музыка для 12 for для ансамбля (1986) → YouTube
- Лесные прогулки, камерная кантата для сопрано и ансамбля на стихи Осипа Мандельштама (1987)
- Камерный концерт № 4 для валторны и камерного оркестра (1987)
- Augury (Прорицание) для оркестра и хора на текст (Уильяма Блейка, 1988)
- Amoroso (Струнный квартет № 4, 1989) → YouTube
- Ностальгия для оркестра (1989)
- Odyssey (Одиссея) для семи исполнителей (1990)
- Соловей и роза, опера на текст Оскара Уайльда и Кристины Россетти (1991)
- Раковина (Seashell) для сопрано и ансамбля на стихи Осипа Мандельштама (1991)
- Омут (Whirlpool) для голоса, флейты и ударных на стихи Осипа Мандельштама (1991)
- Silentium для голоса и струнного квартета на стихи Осипа Мандельштама (1991)
- Тайный путь (Secret Way) для голоса и оркестра на стихи Осипа Мандельштама (1992)
- Расстояния (Distance) для голоса, кларнета и струнного квартета на стихи Марины Цветаевой (1992)
- Lagrimoso, (Струнный квартет № 5, 1992)
- Cassandra, для оркестра (1992)
- Insomnia, для вокального квартета на текст А. С. Пушкина (1993)
- Перед грозой (Before the Thunderstorm), камерная кантата для сопрано и ансамбля на стихи Осипа Мандельштама (1994) → YouTube
- Струнный квартет № 6 (1994)
- Compassione (Струнный квартет № 7, 1995)
- Каменный гость (The Stone Guest, Струнный квартет № 8, 1995)
- Нет, не мигрень… для баритона и фортепиано на стихи Осипа Мандельштама (1995)
- Камерный концерт № 5 (Виолончельный концерт № 3, 1996)
- The Door is Closed (Струнный квартет № 9, 1996)
- Chamber Concerto No. 6 (Фортепианный концерт № 2, 1996)
- Река времён (The River of Time) для хора и камерного оркестра памяти Эдисона Денисова на стихи Гаврилы Державина (1997)
- La malinconia (Струнный квартет № 10, 1998)
- Captivity для духового оркестра (1998)
- Leaving для струнного оркестра (1998)
- The Scent of Absence для баса, флейты и арфы на стихи Олега Прокофьева (1998)
- Das erste ist vergangen (Christushymnus 2000) (The Former Things are Passed Away) для сопрано, баса, хора и камерного оркестра (Франц Кафка, Библия, etc., 1999)
- Реквием для сопрано, хора и оркестра на стихи Анны Ахматовой (2001)
- Winter Songs для сопрано и виолончели на стихи Осипа Мандельштама (2003)
- The Garden of Dreams (памяти Дмитрия Шостаковича) для оркестра (2004)
- Farewell (Струнный квартет № 12, памяти Дмитрия Шостаковича, 2005)
- Black Bells (Чёрные колокола, памяти Дмитрия Шостаковича) II часть «Семейного концерта» с для ф-п. и 7 инструментов, написанного совместно с Дмитрием Смирновым и (2005) и Алисой Фирсовой (2005)
- For Slava для виолончели соло (2007, памяти М. Ростроповича)
- Purgatorio («Чистилище», струнный квартет No. 11, 2008) → YouTube
- Invocation для кларнета и фортепиано (2009)
- Из Воронежских тетрадей, кантата для сопр. и стр. квартета на стихи О. Мандельштама (2008—2009)
- Концерт-Элегия для влч. с камерным оркестром (Виолончельный концерт № 4, 2008) → YouTube
- Ночные песни вок. цикл для меццо-сопрано, флейты и влч. на стихи О. Мандельштама (2009)
- Erwartung (Ожидание) для хора и оркестра на слова Александра Блока (2012) 15'
- Вот он, ветер для сопрано и виолончели на слова Александра Блока (2015) 2'
- Юмореска для гобоя и фагота (2010) 3'
- Homage to Canisy (Посвящение Канизи) для виолончели и фп. (2010) 8'
- Tender is the Sorrow (Печаль нежна) для флейты, стр. трио и фп. (или арфы, 2010) 8'
- Кубла-хан, для тенора, скрипки, влч. и баяна (Кольридж) совм. проект с Д. Смирновым и Алисой Фирсовой (2010) 15'
- Triple Portrait (Тройной портрет) для флейты, виолончели и фп. (2011) 11'
- De Profundis (Из глубины…) для виолончели и фп (2011) 7'
- Фортепианный квинтет (2011) 11'
- For Elissa. Burlesque (2011) для фп. 2'
- Whisper of Light (Шёпот света) для сопр. и стр. квартета на стихи О. Мандельштама (2011) 11’
- Lost Vision (Утраченное видение) для фп. (2011) 7'
- Талисман для скрипки и фп. 8'
- Двойной крнцерт для скрипки, виолончели и оркестра (2012-16) 24'
- Диптих для голоса и фп. на стихи О. Мандельштама (1912) 4'
- Альтовый концерт (2013) 20'
- Sorrows (Скорбная Элегия) для сопрано и виолончели (2014) 8' Sorrows → YouTube
- Фортепианный квартет (2014-16) 10'
- Рождение улыбки (The Birth of a Smile) для сопр., вибраф. и 4 тромб. на стихи О. Мандельштама (2013) 7'
- Agnus Dei для женского хора и струнного квинтета (Лидии Мордкович, 2014) 4'
- Соло для виолончели памяти Александра Ивашкина (2014) 2'
- Гобелен (Gobelin) для сопр., кларнет, влч. и фп. на стихи О. Мандельштама, 2014) 8’
- Готика (Gothic) для симфонического орестра (2014) 7'
- Dalla Luce alla Luce (От света к свету) для баяна и струнного квинтета (2014) 11'
- Времена года (The Seasons) для голоса, струнных и ударных на стихи (В. Носарева, 2015) 13'
- Ночные тени (Night Shadows) концертино для клавесина, струнных и ударных (2015) 9'
- 4 Seasons Intermezzi (4 интермеццо времён года) для фп. (2016) 15'
- Кларнетовый квинтет (2016) 18'
- Memoria для скрипки соло памяти Светланы Савиной (2016) 4'
- Бурлеска для фл. и фп. (2016) 4'

## Дискография
- Misterioso, Струнный квартет № 3 Op.24 in: Lydian Quartet in Moscow: Firsova, Chaushian, Child, Lee Art and Electronics: AED 10108 Stereo
- Amoroso, Струнный квартет № 4 Op.40 in: Chilingirian Quartet: Stravinsky, Schnittke, Smirnov, Roslavets, Firsova: Music for String Quartet, Conifer Classics 75605 512522
- La Malinconia, Струнный квартет № 10 Op.84 в альбоме: Brodsky Quartet: Beethoven Op.18 and six more: Alvarez, Beamish, Firsova, Jegede, Smirnov, Tanaka, Vanguard Classics 99212
- Камерный концерт № 1 для флейты и струнных Op.19 in: Works by modern composers of Moscow: Smirnov, Bobilev, Firsova, Pavlenko, Artiomov, Mobile Fidelity MFCD 906
- Cassandra (Кассандра) для симфонического оркестра Op.60 (1992) вместе с сочинением Софии Губайдулиной: Pro et contra BIS CD-668 STEREO
- The Mandelstam Cantatas (Кантаты на стихи Мандельштама: Forest Walks, Earthly Life, Before the Thunderstorm) Studio for New Music Moscow, Igor Dronov, conductor; Ekaterina Kichigina, soprano Megadisc MDC 7816 see at Megadisc site